# Polideportivo Félix Velásquez
El Estadio Polideportivo Félix Lalito Velásquez es un estadio multiuso ubicado en la ciudad de Cumaná, capital del Estado Sucre, que es utilizado principalmente para la práctica del fútbol, y que posee una capacidad aproximada para albergar a 15 000 espectadores. Lleva ese nombre en honor a un destacado deportista de este estado, Félix Lalito Velázquez ya fallecido.
El equipo Fundación Cesarger FC, que participó tanto en la Segunda como en la Tercera División del balompié venezolano, jugaba como local en esta sede. Actualmente el equipo Sucre F.C. es quien ejerce la localía de este estadio.
- Datos: Q6081746